# Prawdopodobieństwo termodynamiczne
Prawdopodobieństwo termodynamiczne (makrostanu) – liczba różnych mikrostanów, które w rezultacie tworzą dany makrostan.